# دامیان کوتر
دامیان کوتر (انگلیسی: Damian Cotter؛ زادهٔ الگو:۱۹۷۱) مربی و بازیکن بسکتبال اهل استرالیا است که در حال حاضر در تیم شیکاگو بولز NBA حضور دارد.